# Yacimiento arqueológico de Malamoneda
Malamoneda es un yacimiento arqueológico situado en el despoblado del mismo nombre, perteneciente al municipio español de Hontanar, en la provincia de Toledo.

## Historia
El yacimiento de Malamoneda está compuesto fundamentalmente de un hábitat, necrópolis y estructuras militares correspondientes a las etapas hispanorromana, visigoda, musulmana, alto y bajo medievales cristianas, así como un despoblado desde finales del siglo XVI hasta el siglo XX donde aparece denominado como Malamonedilla. 
Por otra parte se documenta la existencia de restos dispersos de industria lítica de carácter paleolítico sobre cuarcita, relacionado tanto con los depósitos del río Cedena como del arroyo de Malamoneda. 
El paraje, poblamiento y topónimo aparece citado en multitud de fuentes históricas cristianas (pese a tener un claro origen anterior romano) desde la repoblación de los montes por mozárabes durante los momentos cercanos a Alfonso VII de León, o la fortificación templaria de la comarca desde Montalbán, segregándose en 1210 puesto que Alfonso VIII de Castilla dona a Alfonso Téllez de Meneses las aldeas y castillos, entre otros el castillo de Malamoneda, y éste a su vez, en 1222 al arzobispo de Toledo Rodrigo Jiménez de Rada, que trueca el cabildo en 1243. Con Fernando III de Castilla este territorio realengo pasa por compra al Ayuntamiento de Toledo en 1246, con núcleos poblacionales como el de «Mala Moneda». 
Asimismo en las propias Relaciones topográficas de Felipe II se cita la fundación de Hontanar hacia 1376, fruto posiblemente del despoblamiento de su anejo Malamoneda, citando aún en éste tanto vecinos, como una torre y un castillo prácticamente arrasado. También resulta citado en las descripciones de 1576 y 1587 con existencia de vecinos, siendo las últimas citas demográficas sobre este despoblado que aparece como labranzas durante el siglo XIX, o la casa de campo de Malamonedilla en 1930.

## Recursos

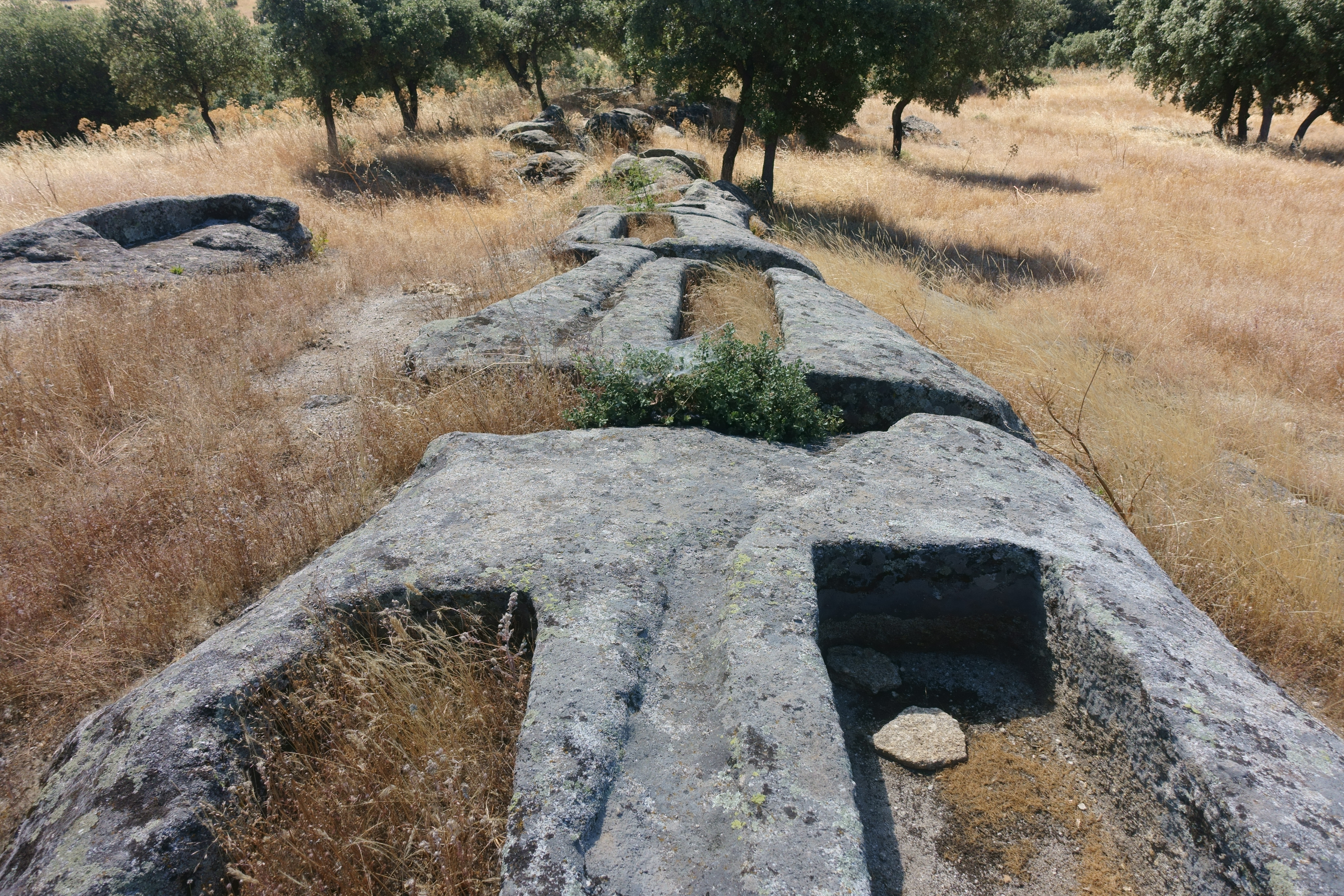
Tumbas

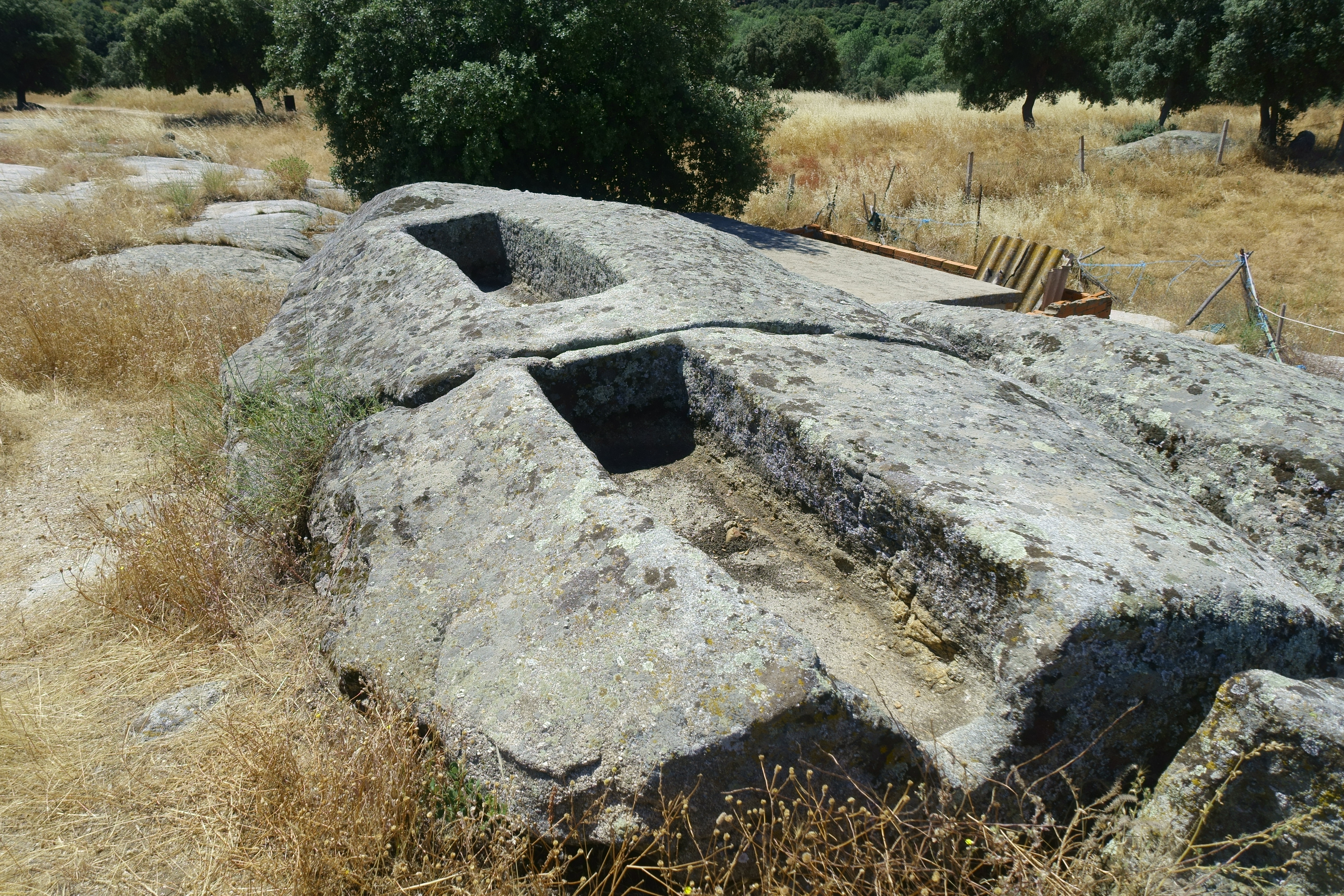
Tumbas

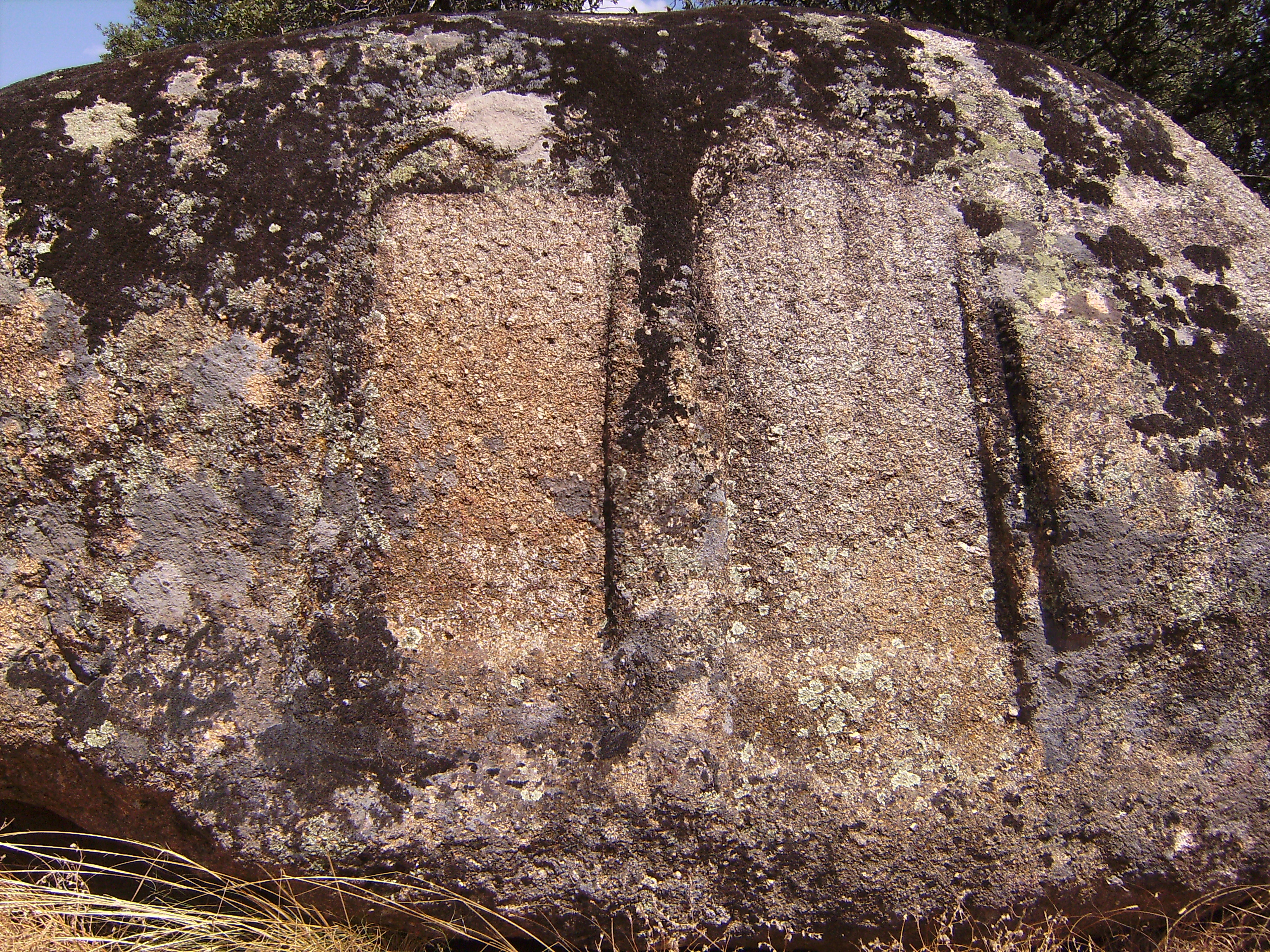
Santuario romano

El yacimiento conserva estructuras inmuebles de gran importancia arqueológica, monumental e incluso artística como son: 
La existencia de al menos dos epígrafes funerarios votivos de tipo romano, con inscripciones de sus oferentes, insculpidos en un bolo granítico. 
La presencia de un torreón seccionado como matacanes de cronología medieval entre los siglos XII y XIV, a la cual pertenece una reconstrucción superior, unido a todo el despoblado que aún se conserva en forma de granja. 
Un edificio cuadrangular de tipo militarizado-industrial con aspilleras en su planta baja y un posible segundo piso, con restos de una puerta de acceso lateralizada cuyos elementos principales han sido substraídos y cuya cronología aun siendo de carácter histórico resulta por el momento difusa. 
La gran profusión y dispersión de una necrópolis rupestre que puede tener como origen una posible cronología romana asociada a las estelas funerarias, continuando hasta etapas medievales, en forma de tumbas individualizadas excavadas sobre las masas y bolos de granito y que se documentan a lo largo de toda la mitad norte del yacimiento. 
Asimismo existen multitud de evidencias inmuebles pertenecientes al desarrollo del despoblado (con presencia de una posible iglesia‑ermita de Malamoneda desde 1526 o de Nuestra Señora de Gracia), que reutilizan elementos anteriores incorporados en sus paramentos murales, así como también multitud de restos arqueológicos de tipo mueble dispersos por las parcelas descritas tanto en el objeto como en el área de protección.

## Situación actual
La situación actual del yacimiento tras siglos de abandono y expolio, es diferente. Gracias a una iniciativa de la Asociación de Turismo Sostenible en Cabañeros, el doctor en turismo y arqueólogo Ignacio Vega y al gabinete Toledano AMA ARQUITECTURA se ha iniciado la ejecución del Plan director. Igualmente el Ayuntamiento de Hontanar ha mostrado su interés de poner en valor este yacimiento con proyección turística que redunde en este municipio del parque nacional de Cabañeros.

## Proyecto arqueológico
Dentro del plan director se recoge el proyecto de investigación arqueológica que dirige el arqueólogo toledano y doctor en turismo Ignacio Vega. Actualmente se están llevando a cabo trabajos de prospección a base de muestreo selectivo y estratigráfico así como excavaciones tanto en la fortificación como en la torre, donde se han encontrado objetos de interés y evidencias del pasado romano cercano. El yacimiento se ha dividido inicialmente en sector 1, 2 y 3; Fortificación junto al río, torre y necrópolis respectivamente. Se ha terminado la primera memoria científica redactada por Ignacio Vega, donde han sido entregados los objetos en depósito al Museo de Santa Cruz, sobre este proyecto que dan unos resultados de una superposición de culturas que quizás haya sido más intensiva de lo que se creía, habiendo hallado al menos, dos estaciones rupestres inéditas, así como la aparición de una estela romana enterrada. De igual forma los trabajos arqueológicos han podido demostrar que gran parte de la información aparecida en época moderna y contemporánea es errónea.